# Lykathea Aflame
Lykathea Aflame byla česká hudební skupina z Prahy hrající progressive technical brutal death metal. Předchůdkyní byla formace Appalling Spawn, kterou tvořili tři ze čtyř členů Lykathea Aflame. S příchodem bubeníka Tomáše Corna (ex-Garbage Disposal) došlo k přejmenování.

Lykathea Aflame vydali v roce 2000 jediné studiové album Elvenefris (pod hlavičkou vydavatelství Obscene Productions Miloslava „Čurbyho“ Urbance), které zaznamenalo pozitivní ohlasy. V roce 2002 se přejmenovali na Lykathé, nicméně pod tímto názvem nevydali již žádný materiál, ačkoli to bylo v plánu.
Album Elvenefris se dočkalo několika reedicí, vyšlo na CD, gramofonových deskách, audiokazetách a bylo i zremasterováno.

## Diskografie
Studiová alba
- Elvenefris (2000)